# Zemo Barguebi
Zemo Barguebi (en georgiano: ზემო ბარღები) o Bargjap (en abjasio: Барӷьаԥ) es un pueblo que pertenece a la parcialmente reconocida República de Abjasia, dentro del distrito de Gali, aunque de iure es parte del municipio de Gali de la República Autónoma de Abjasia de Georgia.

## Geografía
Zemo Barguebi está situada a 10 km al suroeste de Gali. Limita con Repo-Eceri al norte, Sida en el este, y en el sur está Kvemo Barguebi. Las aldeas de Sabutbaio y Sashamugio están bajo la administración del pueblo.

## Historia
Zemo Barguebi fue en el pasado parte de la región histórica georgiana de Mingrelia y desde el siglo XVII de Samurzakán. Después del establecimiento de la Unión Soviética, la aldea formó parte de la RASS de Abjasia dentro del distrito de Gali. En este periodo casi toda la población era de nacionalidad georgiana.
Durante la guerra de Abjasia en 1992-1993, la aldea estuvo controlada por las tropas del gobierno georgiano y, después de los combates, la población quedó bajo el dominio separatista de Abjasia.
Según los acuerdos de Moscú de 1994 sobre el alto el fuego y la división de las partes beligerantes, el distrito de Gali se integró en la zona de amortiguamiento, donde la seguridad de las fuerzas de paz de la CEI se ocupaba de la seguridad dentro de la misión UNOMIG. Las fuerzas de paz abandonaron Abjasia después de que Rusia reconociera su independencia en 2008.
Durante este período, el pueblo experimentó problemas con el secuestro de los residentes locales y el cobro de rescate asociado. Uno de los casos más graves fue el secuestro nocturno de 32 hombres de la aldea por parte de las fuerzas de seguridad abjasias a principios de abril de 2004 (informado por el canal de televisión georgiana Rustavi-2) en respuesta a la captura de dos guardias fronterizos abjasios por fuerzas de defensa georgianas. Ese día tuvo lugar el mismo día en una reunión entre fuerzas georgianas y abjasias, y el 8 de abril todos fueron liberados a sus hogares. Uno de los guardias abjasios secuestrados fue puesto en libertad y el otro sigue desaparecido. Otros incidentes han obligado repetidamente a la población a buscar refugio temporalmente en Zugdidi.

## Demografía
La evolución demográfica de Zemo Barguebi entre 1989 y 2011 fue la siguiente:
| 659                                                 | 1159 |
| (Fuente: Population of Abkhazia since Soviet times) |      |

La población de Zemo Barguebi ha aumentado tras la guerra de Abjasia pero su composición no ha variado, siendo inmensamente mayoritarios los georgianos étnicos.
|              | 2011      | 2011       |
| Grupo étnico | Población | Porcentaje |
| ------------ | --------- | ---------- |
| Georgianos   | 1145      | 98,8%      |
| Abjasios     | 5         | 0,4%       |
| Rusos        | 5         | 0,4%       |
| Total        | 1159      | 100%       |